# Caso Estados Unidos contra McMahon
El caso Estados Unidos contra McMahon (en inglés United States v. McMahon, 9: 93-cr-01276) es un caso de 1994 de la Corte de Distrito de los Estados Unidos para el Distrito Este de Nueva York presentado contra Vince McMahon, presidente de la World Wrestling Federation, bajo sospecha de suministrar esteroides anabólicos ilegales a sus luchadores profesionales. El jurado declaró inocente a McMahon el 23 de julio de 1994.

## Trasfondo
Vince McMahon era el presidente de Titan Sports Inc., la empresa matriz de la World Wrestling Federation, una promoción de lucha libre profesional de los Estados Unidos. A fines de la década de 1980, la WWF había experimentado una gran expansión, pasando de ser una promoción regional de lucha libre territorial de la National Wrestling Alliance (NWA) a una nacional independiente.
En 1991, el Dr. George Zahorian, un médico de Pensilvania que había trabajado como médico de ringside para la WWF, fue declarado culpable de suministrar ilegalmente esteroides anabólicos. En su juicio, reveló que había suministrado esteroides a la WWF y sus luchadores, específicamente a la oficina de Vince McMahon en Titan Towers. La directora ejecutiva de WWF, Linda McMahon, esposa de Vince, había enviado un memorando en 1989 advirtiendo que la WWF no debería utilizar a Zahorian antes de su arresto y juicio por sospecha de distribución ilícita de esteroides. En 1992, cuando McMahon creyó que iba a ser procesado, cerró la World Bodybuilding Federation que le pertenecía.
Como resultado de este testimonio en el juicio de Zahorian, McMahon fue acusado formalmente por el FBI en 1993. El Fiscal de los Estados Unidos para el Distrito Este de Nueva York, Zachary W. Carter, acusó a McMahon de conspiración para distribuir esteroides, posesión de esteroides ilegales con la intención de distribuirlos y malversación por presuntamente usar dinero de Titan Sports Inc. para comprar esteroides ilegales.
Antes del juicio, McMahon había perdido una demanda civil presentada por Jesse «The Body» Ventura por más de $ 800 000 adeudados en regalías por el trabajo como comentarista de Ventura en la programación de WWF. El caso estaba programado para ser escuchado en el Tribunal de Distrito de los Estados Unidos para el Distrito Este de Nueva York en lugar de en el estado de Connecticut, estado de residencia de McMahon y WWF. Esto se debió a que los fiscales alegaron que la distribución de esteroides ocurrió en Long Island. El juicio debía comenzar en junio de 1994, pero se retrasó hasta el mes siguiente. El multimillonario Ted Turner, propietario del rival de la WWF World Championship Wrestling (WCW), sugirió que intentaría que CNN cubriera el juicio para Turner Broadcasting System.

## Juicio

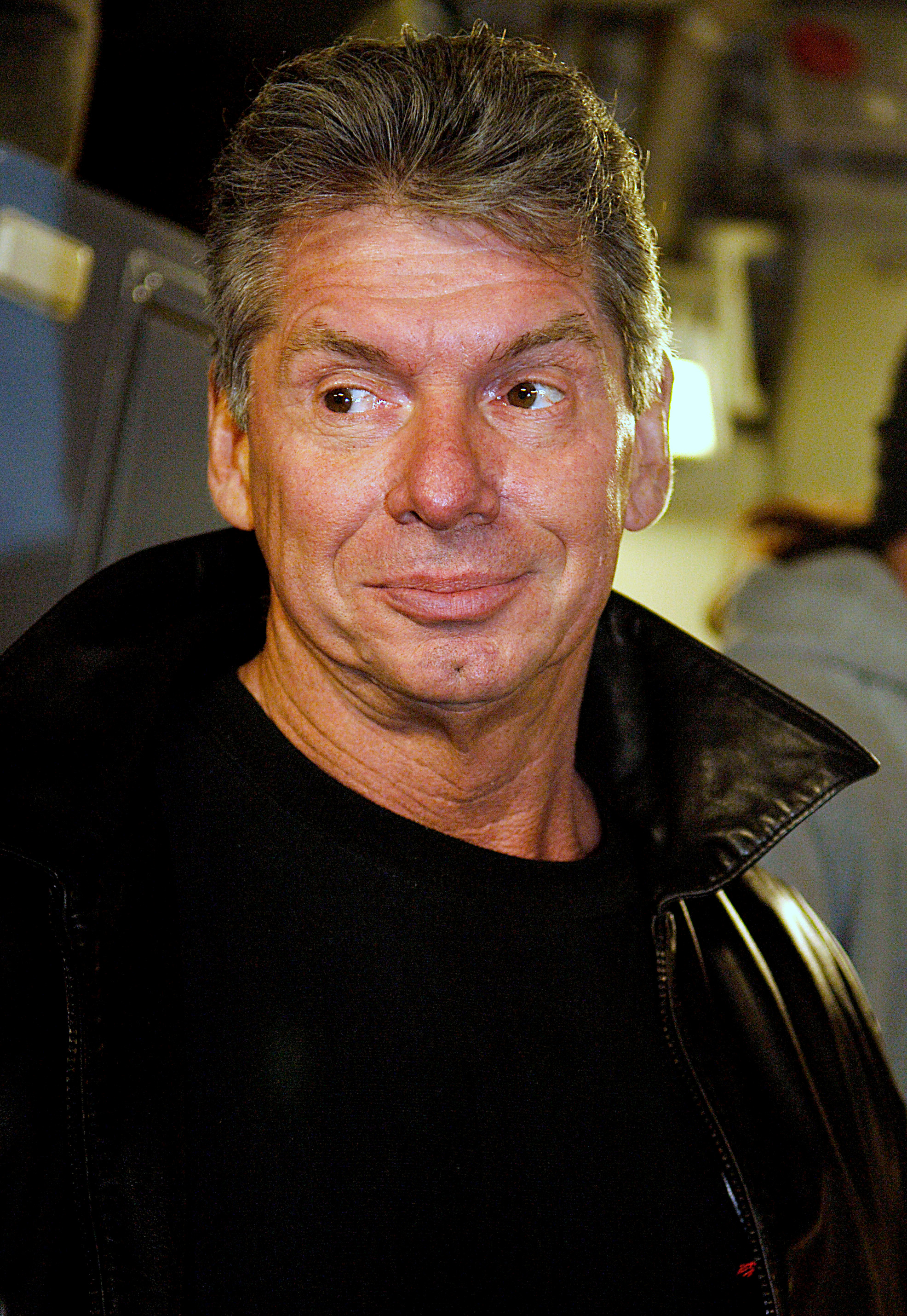
El presidente de WWF, Vince McMahon, fue declarado inocente.

El gobierno de Estados Unidos presentó seis cargos contra McMahon; sin embargo, tres de los seis fueron expulsados del tribunal antes del juicio completo. Los tres que quedaron fueron por dos cargos de distribución de esteroides y uno de conspiración para distribuir esteroides. El caso fue escuchado por el juez Jacob Mishler. La fiscalía alegó que McMahon estaba a cargo de la distribución de esteroides ilegales a los luchadores de WWF; también acusaron de que McMahon había exigido a los luchadores que tomaran esteroides mientras estaban en la WWF. Apareciendo como el principal testigo de la fiscalía fue Hulk Hogan, quien había sido la estrella más grande de WWF durante la expansión y estaba trabajando para WCW en el momento del juicio. Al testificar bajo inmunidad judicial, Hogan testificó que si bien había tomado esteroides previamente bajo su propia receta con fines médicos y los había recibido de Zahorian junto con su correo de fans y cheques de pago, McMahon nunca le había pedido que tomara ni comprara ninguno en su nombre.
Once luchadores, incluido Hogan, fueron llamados a declarar por la fiscalía. Ningún otro luchador llamado al estrado dio testimonio de que McMahon les había suministrado esteroides aparte de Nailz. Nailz afirmó que McMahon lo había presionado para que tomara esteroides para hacerlo más grande. Sin embargo, el abogado defensor de McMahon argumentó que Nailz era un testigo hostil ya que había sido despedido de la WWF anteriormente y estaba descontento y buscando venganza. Nailz también se contradijo durante su testimonio al afirmar que no tenía animosidad hacia McMahon, pero luego respondió afirmativamente cuando se le preguntó si odiaba a McMahon.
El equipo legal de McMahon no presentó una defensa. El abogado de McMahon declaró que solo había tenido una conversación con Zahorian sobre los esteroides y que fue por las preocupaciones de McMahon sobre la salud de sus luchadores. El juez Mishler desestimó los cargos de distribución con el argumento de que la fiscalía no había proporcionado pruebas suficientes de que ocurrieron dentro de la jurisdicción del tribunal. El jurado deliberó durante dieciséis horas sobre el cargo de conspiración antes de pronunciar un veredicto de «no culpable». McMahon declaró que había usado esteroides pero antes de que se volvieran ilegales en 1991 bajo la Ley de Sustancias Controladas. McMahon declaró a su empresa libre de drogas y la WWF introdujo una política estricta de pruebas de drogas a raíz de esto. Cualquier luchador de WWF sorprendido con drogas sería despedido, como ocurrió un año después cuando Crush fue arrestado por posesión de esteroides y marihuana en Hawai, y como resultado fue despedido por la WWF.

## Consecuencias
Zahorian fue condenado a tres años de prisión después de su condena. En 2010, había vuelto a ejercer la medicina en Harrisburg, Pensilvania.
Después del juicio, la WWF mantuvo su política de pruebas de drogas introducida como resultado de la investigación e incluso la usó en sus sketches sobre Ted Turner sobre la programación de la WWF para señalar que la WCW no tenía una. Sin embargo, según Linda, la suspendieron en 1996 debido al costo. La WWF también comenzó a promocionar luchadores más pequeños en lugar de los musculosos que tenían desde la década de 1980. En 2003, el juicio se utilizó como parte de un angle de un feudo entre Hogan y McMahon que culminó con un combate de lucha libre en WrestleMania XIX que ganó Hogan.
Durante la campaña de Linda McMahon al Senado de los Estados Unidos en 2010, sus oponentes políticos utilizaron el juicio de esteroides para atacarla, aunque ella no estuvo relacionada con el caso.

## Representaciones en los medios
El juicio fue el foco de un episodio de la tercera temporada de la docuserie de lucha libre profesional de Viceland, Dark Side of the Ring. El 26 de julio de 2021, se informó que WWE Studios y Blumhouse Productions estaban desarrollando una adaptación para la televisión de la vida de McMahon. Titulada The United States of America vs. Vince McMahon, la serie será una versión ficticia del caso judicial.